# ديك هالي
ديك هالي (بالإنجليزية: Dick Haley)‏ هو لاعب كرة قدم أمريكية أمريكي، ولد في 2 أكتوبر 1937 في ميدواي ‏ في الولايات المتحدة.

## وصلات خارجية
- ديك هالي على موقع مرجع كرة القدم المحترفة.كوم (الإنجليزية)